# Hàm nhân tính
Ngoài lý thuyết số, cụm từ hàm nhân tính thường được dùng để chỉ hàm nhân tính hoàn toàn. Bài viết này nói về hàm nhân tính trong ngữ cảnh lý thuyết số.
Trong lý thuyết số, một hàm nhân tính là một hàm số học f(n) trên tập số nguyên dương với tính chất f(1) = 1 và với mọi số a và b nguyên tố cùng nhau thì
f(ab) = f(a) f(b).
Một hàm số học f(n) được gọi là nhân tính hoàn toàn (hay nhân tính toàn bộ) nếu f(1) = 1 và f(ab) = f(a) f(b) thỏa với mọi số nguyên dương a và b, bất kể chúng có nguyên tố cùng nhau hay không. Như vậy mọi hàm nhân tính hoàn toàn đều là hàm nhân tính, nhưng điều ngược lại không đúng.

## Ví dụ
Một số hàm nhân tính được đặt tên để việc viết công thức thuận tiện hơn:
- 1(n): hàm hằng, định nghĩa bởi 1(n) = 1 (nhân tính hoàn toàn).
- Id(n): hàm đồng nhất, định nghĩa bởi Id(n) = n (nhân tính hoàn toàn).
- Idk(n) = nk với số phức k bất kỳ (nhân tính hoàn toàn).
- ε(n): hàm đơn vị, định nghĩa bởi ε(1) = 1 và ε(n) = 0 với mọi n khác 1 (nhân tính hoàn toàn).

Một số hàm nhân tính khác đóng vai trò quan trọng trong lý thuyết số và được sử dụng rộng rãi, như là:
- gcd(n,k): ước chung lớn nhất của n và k, một hàm theo n còn k cố định.
- φ(n): hàm phi Euler φ, đếm số số nguyên dương không quá n và nguyên tố cùng nhau với n.
- μ(n): hàm Möbius, tính chẵn lẻ (−1 cho lẻ, +1 cho chẵn) của số ước nguyên tố của số không chính phương; 0 nếu n không phải số không chính phương.
- σk(n): hàm ước, tổng tất cả lũy thừa mũ k của các ước số dương của n. Các trường hợp đặc biệt gồm
  - σ0(n) = d(n), số ước dương của n.
  - σ1(n) = σ(n), tổng các ước dương của n.
- a(n): số nhóm giao hoán bậc n tính đến đẳng cấu.
- λ(n): hàm Liouville, λ(n) = (−1)Ω(n) trong đó Ω(n) là tổng số ước nguyên tố của n đếm cả bội (nhân tính hoàn toàn).
- γ(n), định nghĩa bởi γ(n) = (−1)ω(n), trong đó hàm cộng tính ω(n) là số ước nguyên tố phân biệt của n.
- τ(n): hàm tau Ramanujan.
- Mọi hàm đặc trưng Dirichlet đều là các hàm nhân tính hoàn toàn. Ví dụ như ký hiệu Legendre (n/p), xét là một hàm theo n còn p là số nguyên tố cố định.

Trong Bảng tra cứu dãy số nguyên trực tuyến (OEIS), dãy các giá trị của hàm nhân tính có thể được tìm bằng từ khóa "mult".

## Tính chất
Một hàm nhân tính được định nghĩa hoàn toàn bởi giá trị của nó tại các lũy thừa của số nguyên tố, một hệ quả của định lý cơ bản của số học. Do đó, nếu n có thể được phân tích thành pa qb..., thì
f(n) = f(pa) f(qb)...
Nếu f(n) là một hàm nhân tính và a, b là hai số nguyên dương bất kỳ thì
f(a) · f(b) = f(gcd(a,b)) · f(lcm(a,b)).
trong đó gcd là hàm ước chung lớn nhất, lcm là bội chung nhỏ nhất.
Mọi hàm nhân tính hoàn toàn là một đồng cấu của monoid và được xác định bởi giá trị của nó tại các số nguyên tố.